# グラフキー
グラフキーとは、NECのPC-8000シリーズ・PC-8800シリーズ・PC-9800シリーズ・PC-9821シリーズ、MSX、シャープのMZシリーズ・X1シリーズ、富士通のFM-8・FM-7シリーズ・FM-11シリーズなど、主に1970 - 1980年代に発売された日本製パーソナルコンピュータのキーボードにあった、GRAPHまたはGRPHと刻印されたキーである。
スタンドアロンBASIC環境下で、 JIS C 6220 （いわゆるANKコード）の未定義領域に設定された「グラフィックキャラクタ」と呼ばれる特殊文字を、キーボードから直接入力するために用意されたキーである。各メーカーによる独自拡張であり、メーカーや機種によって仕様は異なる。
ここではそのキーと、文字のグラフィックキャラクタについても扱う。

## 概要

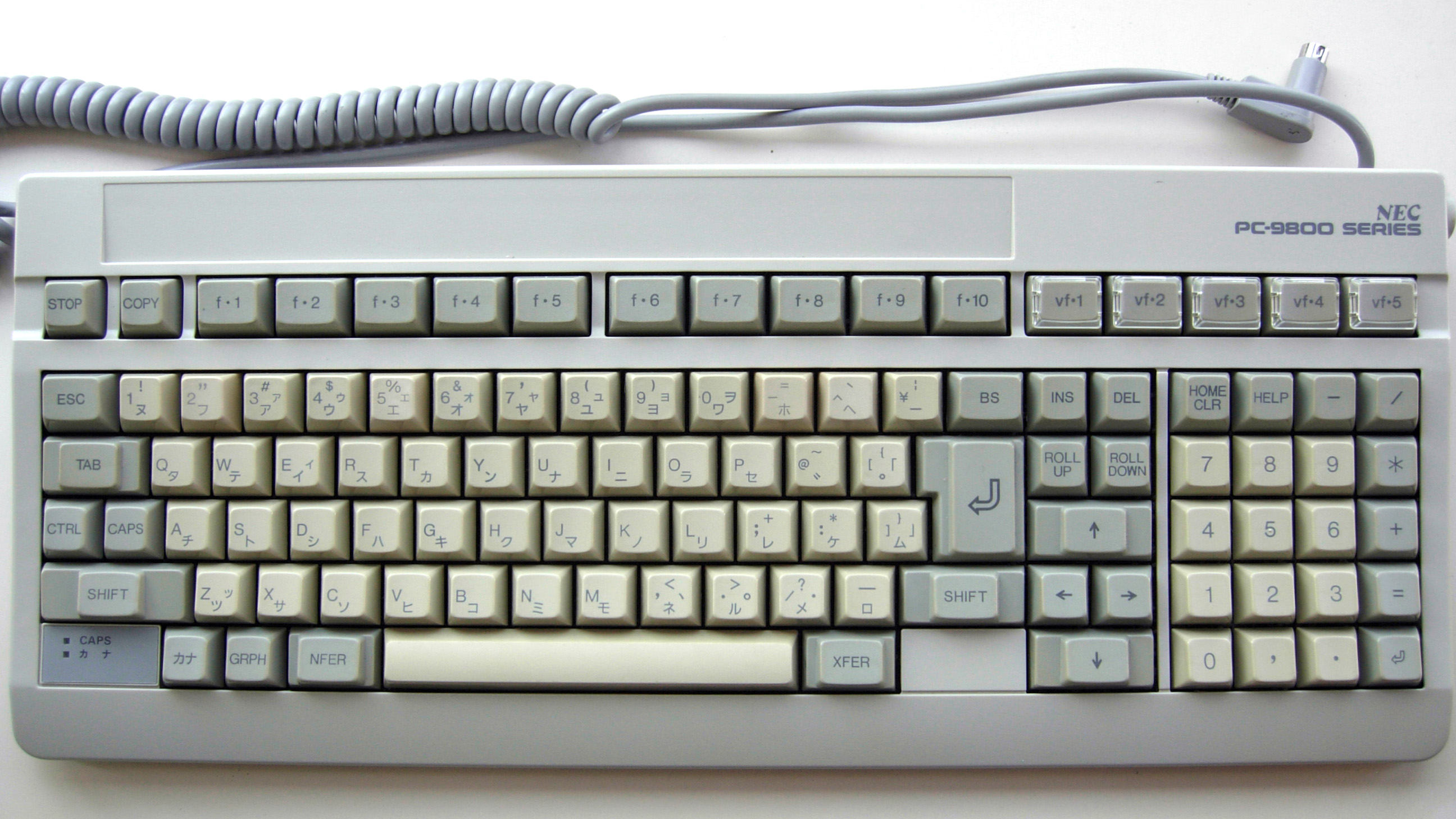
PC-9800シリーズのキーボードでは、スペースキーの左側から2番目の位置にGRAPHキーが配置されている

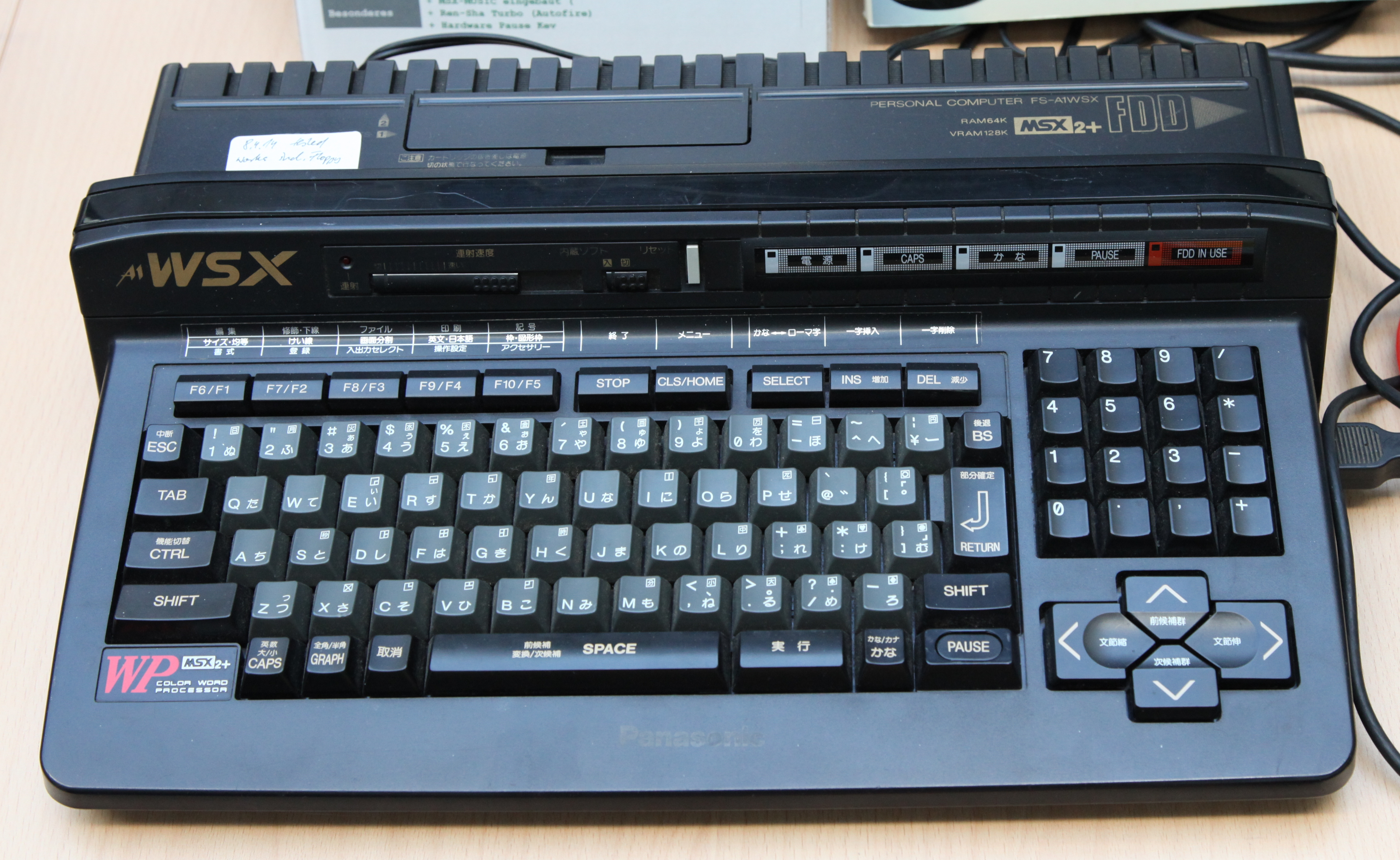
MSXでは、スペースキーの左側にGRAPHキーが配置されている（MSX2+　Panasonic FS-A1WSX）

1970年代から1980年代初頭にかけての当時の一般的なコンピュータで採用されていた文字コードであるASCII（7ビット、全128文字）は、英数字など限られた文字しか表示できなかった。ASCIIの拡張版である JIS C 6220 （1987年に「JIS X 0201」に改称）では、ASCIIを8ビットに拡張し（全256文字）、レジでレシートを発行する時などに必要な円記号「¥」を収録、さらに最上位ビット（MSB）が1の区画に「片仮名用図形文字集合」としてカタカナを収録することで日本語が利用可能となったが、やはりそれだけの文字では実用に難があった。
そこで、JIS C 6220の「片仮名用図形文字集合」の未定義領域（0x80 - 0x9F および 0xE0 - 0xFE）に、表などを書くための罫線素片、「円」の漢字、その他の漢字や記号、などを含ませることで、全256文字という枠内で何とか実用性を確保しようとした。それらの文字はグラフィックキャラクタ（略して「グラフ」）と呼ばれた。「グラフ」の入力方法として用意されたのが「グラフキー」である。

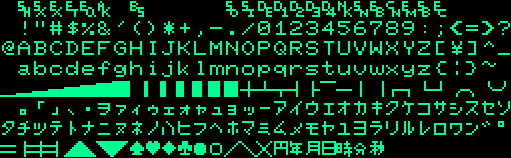
NEC PC-8001 の文字セット。上から5段目と8段目がグラフィックキャラクタ。

PC-8001以後のNECのパソコンでは、これらの文字を、キャラクタROMの0x80 - 0x9F および 0xE0 - 0xF7に配置した（計56文字）。なお、Shift_JISは第1バイトに同じ未定義領域を使用しているため、グラフィックキャラクタと混在させることはできない。
富士通の FM-8/7/11 シリーズでは、0x80 - 0x9F および 0xE0 - 0xFE の63文字がグラフィックキャラクタに当てられていた。
MSX2では、未定義領域のうち 0x86 - 0x9F と 0xE0 - 0xFD をひらがな、 0x80 - 0x85 の6文字をスート（♠♥♣♦）と丸印（○●）に当てた。これとは別に 0x41 - 0x5F の31文字にグラフィックキャラクタコードが割り振られており、これらはグラフィックキャラクタヘッダ（0x01）に続けて出力することで表示することができた。
1980年代後半になると、JIS第2水準漢字まで収録した漢字ROMと日本語入力システム（かな漢字変換システム）を搭載したパソコンが普及し、わざわざ「グラフ」を使わなくても漢字や記号を入力することが可能となった。そのため、グラフキーを使うことはなくなった。
グラフキーは、「グラフ」を入力する意味を無くした後も、互換性確保の為に1990年代に展開されたPC-9821シリーズでもキーボードに搭載され続けた。当時は既にWindows時代であり、PC/AT互換機用ソフトウェアの移植などで、Altキーの代わりに用いられた（文字コードのMSBを1にする、という機能としてはほぼ同等のキーである）。

## 入力できた文字

### ブロック要素
▁▂▃▄▅▆▇█▏▎▍▌▋▊▉▔▕

### 罫線素片
┼┴┬┤├─│┌┐└┘╭╮╰╯═╞╡

### 三角
◢◣◥◤

### スート
♠♦♥♣

### 丸
●○

### 斜線
╱╲╳

### 漢字
円年月日時分秒
MSXでは以下の文字も入力可能
火水木金土百千万大中小π

## 各社製品

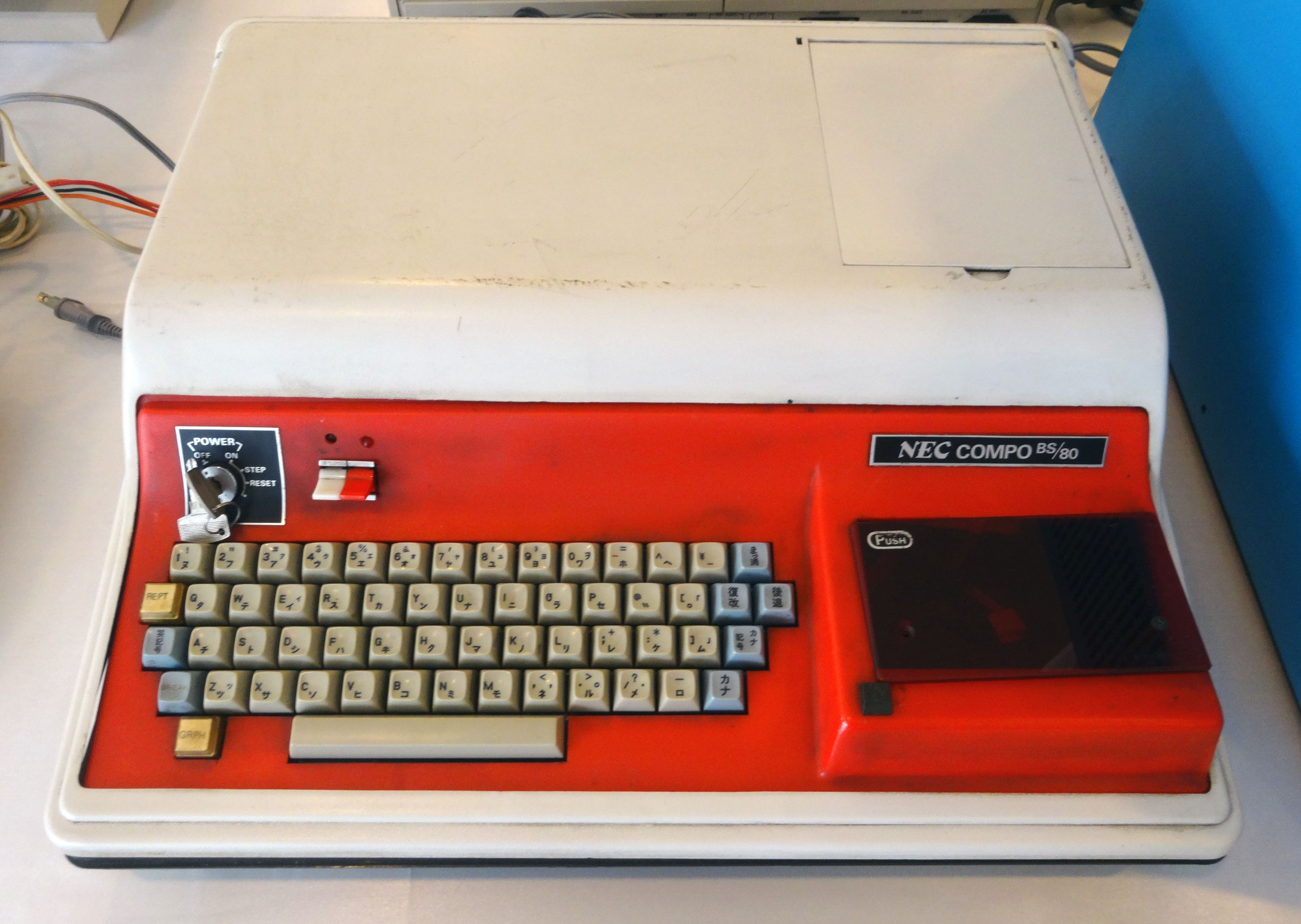
NEC COMPO BS/80。GRPHキーはキーボード最下段の左。
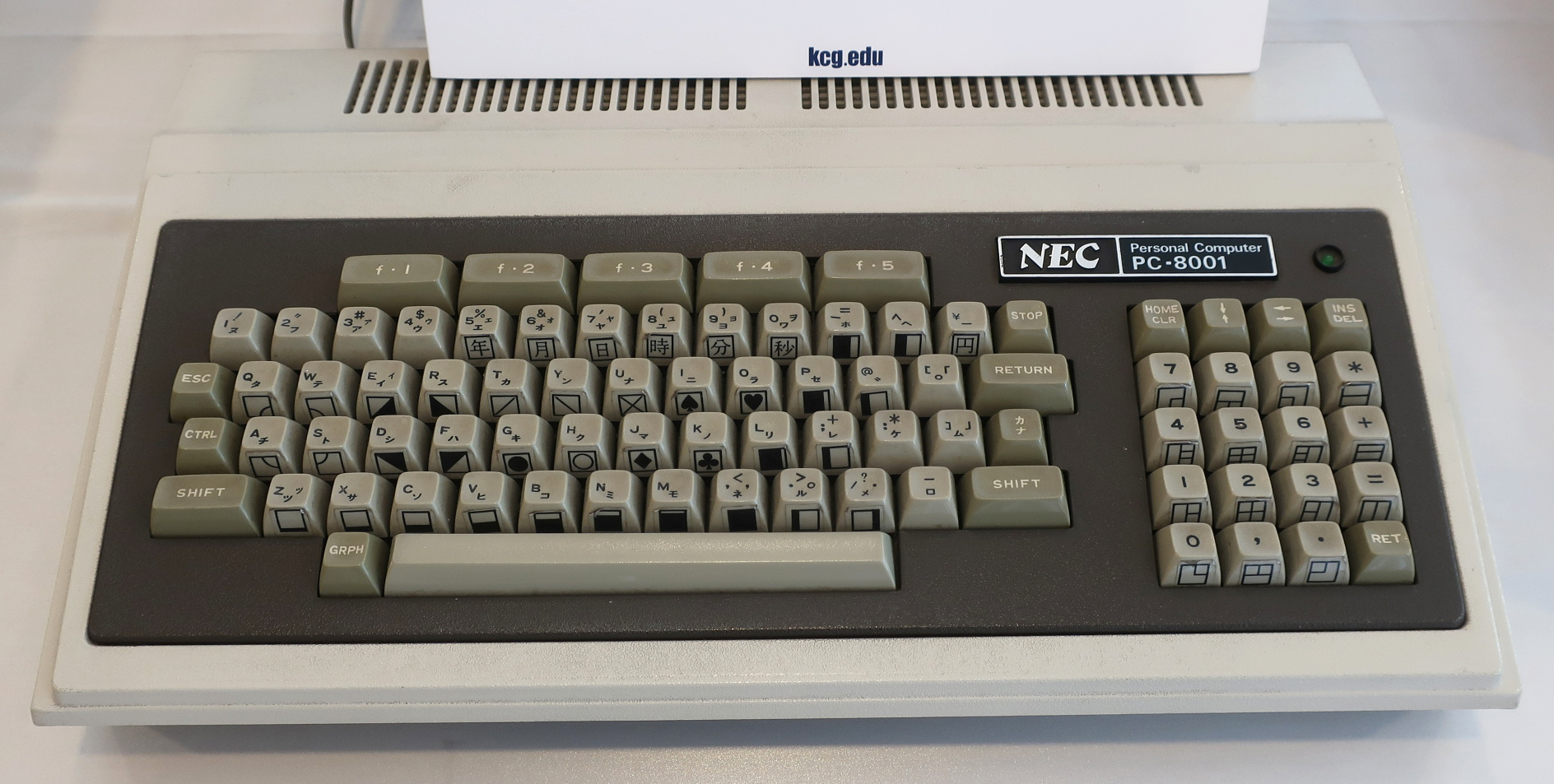
NEC PC-8001。GRPHキーはキーボード最下段、スペースキーの左隣。
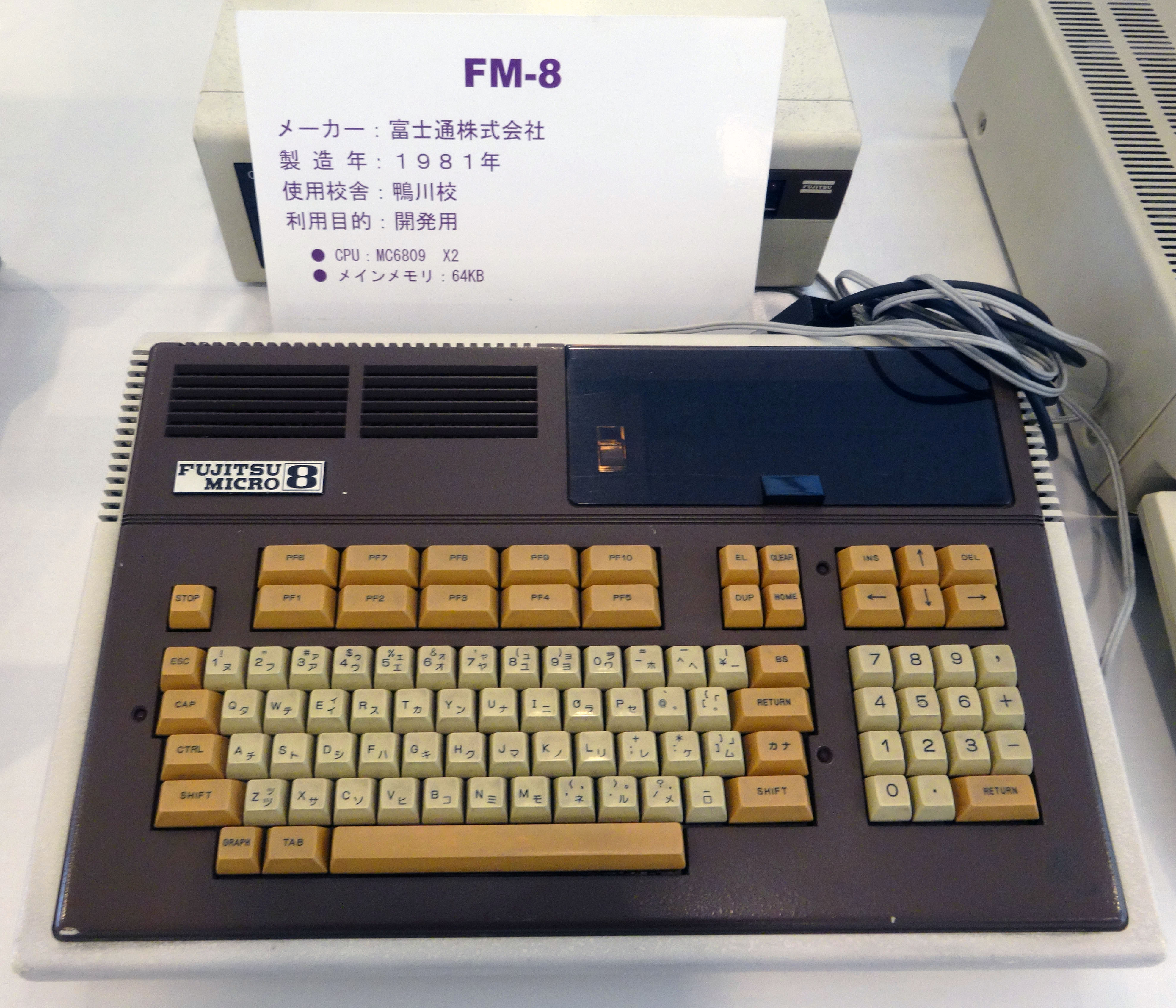
富士通 FM-8。GRAPHキーはキーボードの左下。
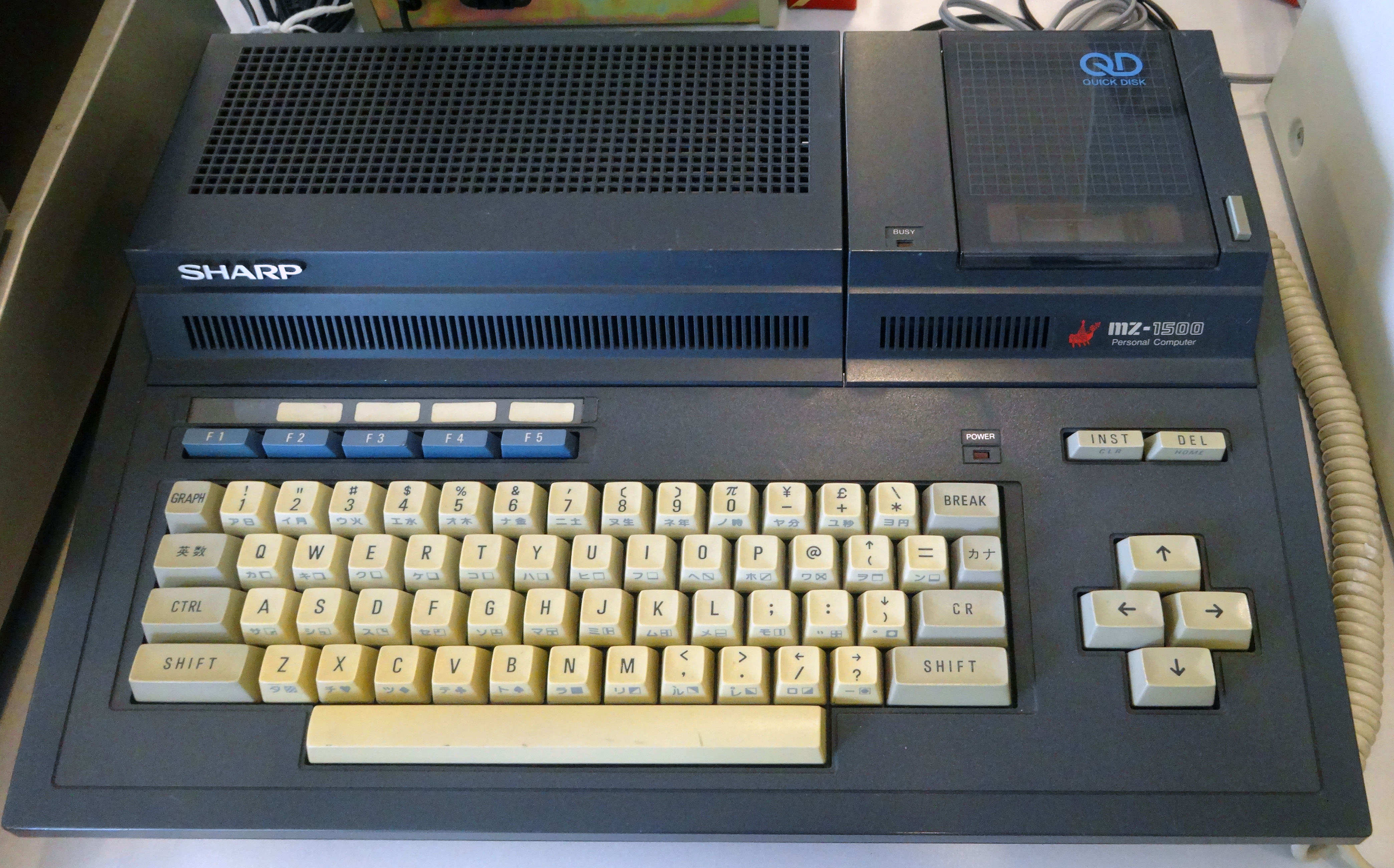
シャープ MZ-1500。GRAPHキーはキーボードの左上。
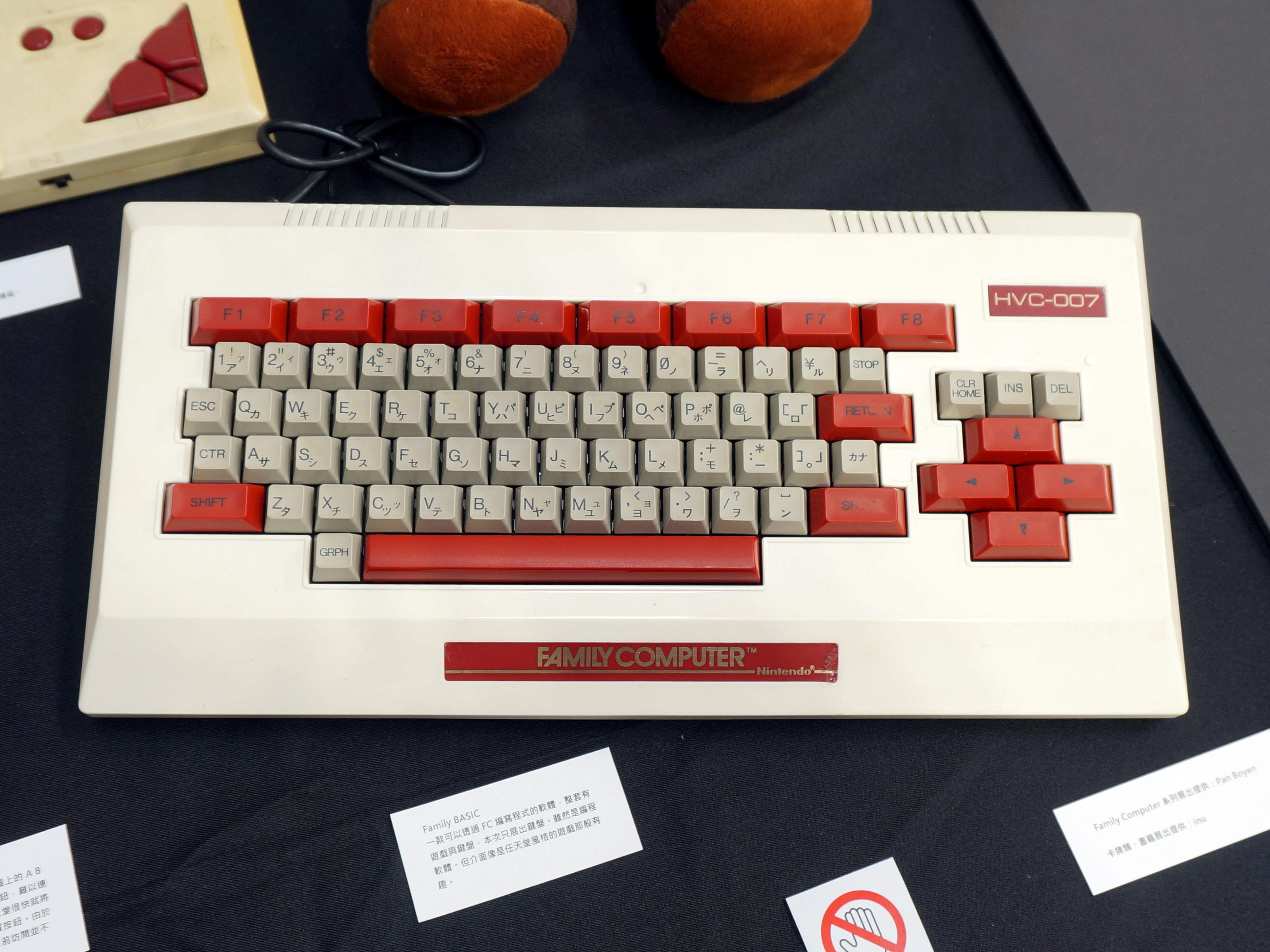
任天堂 ファミリーベーシック。GRPHキーはキーボード最下段、スペースキーの左隣。